# Monte de Fralães
Monte de Fralães é uma povoação portuguesa do Município de Barcelos que foi sede da extinta Freguesia de Monte de Fralães, freguesia que tinha 1,58 km² de área e 408 habitantes (2011), e, por isso, uma densidade populacional de 258,2 hab/km².
A Freguesia de Monte de Fralães foi extinta em 2013, no âmbito de uma reforma administrativa nacional, tendo sido agregada às freguesias de Grimancelos, Minhotães e Viatodos, para formar uma nova freguesia denominada União das Freguesias de Viatodos, Grimancelos, Minhotães e Monte de Fralães com sede em Viatodos.

## Origem do topónimo
Desconhece-se o étimo da palavra Fralães. A sua determinação é difícil, tanto mais que existe a forma antiga «Farlães» e uma mais recente «Farelães». Esta última parece não merecer qualquer crédito, resultando da pretensão de originar o vocábulo em «farelo». Resta «Farlães», que é conhecida no século XIII, e «Fralães», conhecida desde o século XVI, pelo menos.
Seria fácil aproximar esta última forma do antropónimo gótico Fradila. A pretensão de originar Fralães em «fraga» é histórica e foneticamente descabida.
A forma original da palavra será provavelmente «Farlães». Isso defende Cristóvão Alão de Morais já no século XVII, e é assim que repetidamente escreve na sua Pedatura Lusitana.
A forma mais antiga do nome da localidade foi São Cristóvão de Silveiros. Depois, e durante muito séculos, foi conhecida por São Pedro do Monte. Como porém toda ela era de Fralães, cedo começou a escrever-se São Pedro do Monte de Fralães, donde se proveio o topónimo actual e civil Monte de Fralães.

## Geografia
Monte de Fralães é limitada a norte e a nordeste por Silveiros, a sudeste por Viatodos, a sul por Grimancelos e a poente por Chavão.
Monte de Fralães ocupa a parte mais significativa do monte d'Assaia e da sua encosta nascente e estende-se depois em plano até Viatodos. É cortada por uma estrada nacional, da qual se origina a ligação que conduz à igreja.
A estrada antiga que vinha de Vila Nova de Famalicão para Barcelos atravessava a povoação de um extremo ao outro, sem nunca coincidir com o traçado da actual estrada nacional.
Noutros tempos, os moradores dedicavam-se exclusivamente à agricultura e ao artesanato, mas hoje perdeu-se quase por completo essa feição tradicional, em benefício de algumas pequenas unidades industriais e comerciais, com destaque para o posto de abastecimento da Galp e seu frequentado café.
A zona habitacional do povoado, que até há algumas décadas se encostava preferencialmente ao monte, tem alastrado nos últimos quarenta anos largamente para nascente

## História breve
Sabe-se que no Monte d'Assaia houve uma antiquíssima cidade-citânia. Com o nome de S. Cristóvão de Silveiros, a povoação surge já referenciada no século XI, no Censual do Bispo D. Pedro.
No século XIII, nasceu aqui o famoso conquistador Paio Peres Correia, filho de D. Pêro Pais Correia, identificado na freguesia de Balasar. O nome de vários irmãos de D. Paio Peres Correia ocorre com frequência em freguesias vizinhas, bem como o do marido duma irmã e outros familiares menos chegados.
As Inquirições de D. Afonso III informam que S. Pedro do Monte (nome desta localidade durante séculos) era sede da honra de Farlães. A partir do século XIV, no Solar dos Correias (Solar de Fralães) teve sede o Concelho de Fralães (que incluía também Viatodos e parte de Silveiros); viria a ser extinto em Dezembro de 1836, conjuntamente com inúmeros municípios portugueses. Conserva-se documentação variada desta autarquia.
Entre os naturais ilustres da aldeia conta-se também o pianista e compositor Luís Costa. Nela viveu, ainda que intermitentemente, o antigo vereador da Câmara do Porto e director do Museu Nacional de Soares dos Reis Manuel de Figueiredo bem como o escritor popular Aires do Rio.
No adro paroquial, à sombra duma antiquíssima oliveira, vê-se uma mesa de pedra, de 1684, que era com muitas probabilidades a Pedra do Acordo da antiga Confraria de Subsino. A uns 300 m da igreja, já próximo da Granja, ergue-se o cruzeiro paroquial, que ostenta a inscrição: "PEDRO ANTUNES O MANDOU FAZER 1626".

## O Concelho de Fralães
O Concelho de Fralães foi precedido pela Honra de Fralães. A transformação em concelho ocorreu em meados do século XIV e foi extinto em finais de 1836, pelo Setembrismo. Quase até à sua extinção, continuou a falar-se da Honra de Fralães e também do Couto de Fralães. A expressão Concelho de Fralães, sem débitos feudais, ocorre com mais frequência nos derradeiros anos.
Este concelho ocupava uma área bastante restrita, pois só incluía as freguesias de Monte de Fralães e Viatodos, na íntegra, e parte da de Silveiros. Mas havia no país outros muito mais pequenos. A sua extinção deveu-se a não possuir componente urbana e à criação do Concelho de Vila Nova de Famalicão.
No arquivo barcelense, guarda-se parte da sua documentação. No arquivo distrital, está o conjunto quase completo dos livros do tabelião. Em mãos particulares há também documentos produzidos nos serviços do concelho. Estes serviços eram requisitados por muita gente, mesmo de fora do concelho, às vezes de longe.
O autor da Corografia Portuguesa passou por Fralães em princípios do século XVIII e deixou uma curiosa descrição quer do solar onde o concelho funcionava, quer mesmo de alguns aspectos originais desse funcionamento - caso por exemplo da eleição das «justiças» e das prerrogativas do donatário.
Veja-se esta citação:
Em dia de Janeiro de cada um ano se ajuntam os Vassalos nesta Casa, & o senhor, que ali está assentado em uma cadeira, manda arrumar a vara ao juiz velho, & de entre todos escolhe o que lhe parece, & lha mete na mão para que sirva o ano que vem, dando-lhe juramento de que fará justiça, & lhe passa carta de ouvir, selada com o selo de suas Armas, & sem mais fica feito Juiz ordinário, & dos Órfãos: este então faz ali mesmo eleição com o povo dos Vereadores, & mais Oficiais, que com ele hão de servir aquele ano. No fim vem umas fogaças, que costumam pagar uns caseiros destes senhores da aldeia de Campesinhos, freguesia de Santa Maria de Viatodos, & todos as comem, & bebem o vinho, que o senhor lhes dá, & se vão embora. Do juiz se apela para o senhor, & deste para El-Rei; sem embargo de lho impugnarem, sempre tiveram sentença em seu favor; vem escrever-lhes um escrivão de Barcelos por distribuição.
Dos livros que se conservam, merecem atenção particular o Livro dos Acórdãos e dois livros de actas. O primeiro, redigido em 1743, porque abre com uma espécie de regimento do concelho e por outros acórdãos, como o da criação da Casa de Audiências e Cadeia, o que autoriza a câmara a atribuir Cartas de Mestres de vários ofícios, o que cria a feira, que depois foi conhecida como Feira da Isabelinha, etc.; o segundo, porque nos dá notícia, às vezes bastante circunstanciada, de certos momentos particularmente quentes, como a aprovação da Carta Constitucional, em 1826, a da aceitação de D. Miguel como rei (foi um acto concorridíssimo), em 1828, a da aclamação de D. Maria II, em 1834, etc.

## Festas
A 15 de Agosto celebra-se na localidade, desde há alguns séculos, uma festa promovida pela Confraria Nossa Senhora da Saúde.
A actual igreja paroquial foi em tempos recuados a capela dos Correias. Ampliada duas ou três vezes, é hoje um pequeno templo onde se venera a imagem da Senhora da Saúde. Possui uma notável altar-mor em talha.
Notáveis também, datando certamente da segunda década do século XX, são os dois retábulos laterais que acolhem as imagens do Sagrado Coração de Jesus e da Senhora da Saúde. A primeira delas foi oferta do comerciante Luís Vilares, que então possuía o Solar de Fralães. A segunda deve ter sido esculpida pela mesma altura, substituindo então a de origem, seiscentista.

## População
| População da freguesia de Monte de Fralães (1864 – 2011) | População da freguesia de Monte de Fralães (1864 – 2011) | População da freguesia de Monte de Fralães (1864 – 2011) | População da freguesia de Monte de Fralães (1864 – 2011) | População da freguesia de Monte de Fralães (1864 – 2011) | População da freguesia de Monte de Fralães (1864 – 2011) | População da freguesia de Monte de Fralães (1864 – 2011) | População da freguesia de Monte de Fralães (1864 – 2011) | População da freguesia de Monte de Fralães (1864 – 2011) | População da freguesia de Monte de Fralães (1864 – 2011) | População da freguesia de Monte de Fralães (1864 – 2011) | População da freguesia de Monte de Fralães (1864 – 2011) | População da freguesia de Monte de Fralães (1864 – 2011) | População da freguesia de Monte de Fralães (1864 – 2011) | População da freguesia de Monte de Fralães (1864 – 2011) |
| -------------------------------------------------------- | -------------------------------------------------------- | -------------------------------------------------------- | -------------------------------------------------------- | -------------------------------------------------------- | -------------------------------------------------------- | -------------------------------------------------------- | -------------------------------------------------------- | -------------------------------------------------------- | -------------------------------------------------------- | -------------------------------------------------------- | -------------------------------------------------------- | -------------------------------------------------------- | -------------------------------------------------------- | -------------------------------------------------------- |
| 1864                                                     | 1878                                                     | 1890                                                     | 1900                                                     | 1911                                                     | 1920                                                     | 1930                                                     | 1940                                                     | 1950                                                     | 1960                                                     | 1970                                                     | 1981                                                     | 1991                                                     | 2001                                                     | 2011                                                     |
| 156                                                      | 140                                                      | 115                                                      | 106                                                      | 137                                                      | 133                                                      | 150                                                      | 186                                                      | 211                                                      | 219                                                      | 246                                                      | 237                                                      | 253                                                      | 270                                                      | 408                                                      |